# Рижлецу-Говора
Рижлецу-Говора (рум. Râjlețu-Govora) — село у повіті Арджеш в Румунії. Входить до складу комуни Уда.
Село розташоване на відстані 127 км на захід від Бухареста, 23 км на захід від Пітешть, 82 км на північний схід від Крайови, 122 км на південний захід від Брашова.

## Населення
За даними перепису населення 2002 року у селі проживали 559 осіб, усі — румуни. Усі жителі села рідною мовою назвали румунську.